# Dieter Jung (Fechter)
Dieter Jung (* 10. Oktober 1940 in Würzburg) ist ein ehemaliger deutscher Degenfechter. Er war dreifacher deutscher Meister und Teilnehmer der Olympischen Spiele 1968 und 1972. Er focht in der Fechtabteilung der Würzburger Kickers, später beim MTV Stuttgart.

## Erfolge
Jung begann mit dem Fechten im Alter von zehn Jahren. Seine Tante Mary Jung war selbst erfolgreiche Fechterin und Trainerin bei den Würzburger Kickers, eine andere Tante wurde fünffache deutsche Meisterin mit der Hockeyabteilung der Kickers. Parallel zum Fechtsport war Jung auch Mitglied der Rudergesellschaft Bayern.
1960 wurde Jung siebter bei den Juniorenweltmeisterschaften, 1966, 1967 und 1970 deutscher Einzelmeister im Degenfechten, zusätzlich gewann er mehrere bayrische Meisterschaften im Einzel und mit der Mannschaft der Kickers.
Auf internationaler Ebene nahm Jung mehrmals an Weltmeisterschaften teil, zweimal auch an den Olympischen Spielen: 1968 in Mexiko, 1972 in München. Bei den Spielen in Mexiko 1968 verpasste das Herrendegenteam mit Jung, Franz Rompza, Fritz Zimmermann, Max Geuter und Paul Gnaier nur knapp einen Medaillenrang und belegte den vierten Platz. Im Einzel wurde Jung 25. 1972 trat Jung nicht im Einzel an, war aber wieder Teil der Degenmannschaft (Behr, Hehn, Hein, Jung und Geuter), die mit zwei Siegen und einer Niederlage knapp in der ersten Runde ausschied.
1980 beendete Jung seine aktive Fechtkarriere.